# 質數大富豪
質數大富豪或素數大富豪。是一種兩人以上的一種紙牌遊戲。
遊戲玩法與大富豪類似，玩家透過將手牌組合成質數依序打出，最快打完手中的卡牌者勝利。一般情況下玩家只能打出質數的牌型，如果玩家打出的牌型是合數，出牌者就會受到懲罰。然而，如果滿足某些條件時，玩家也可以打出合數的牌型。因此在進行遊玩的時，應準備一副撲克牌(包含2張鬼牌)與一張質數表或是可以判別是否為質數的機器作為輔助使用。

## 歷史
質數大富豪是由大阪大學研究生關信一郎於2014年5月23日發明的。

## 規則
玩家人數為2人或以上。使用一副 54 張撲克牌，其中包括 2 張鬼牌。最好有一個玩家以外的質數檢查員，但如果人數不足，遊戲中玩家也可以充當質數檢查員。

### 出牌組合
1. A視為1，J視為11，Q視為12，K視為13，鬼牌可視為1至13的任意數
2. 可將多張牌排列起來並以十進位表示更大的數，組合的方式由出牌者決定，例如可將一張3和一張 J作為數字311或113打出。
3. 玩家可以將手牌組合成合數的質因數乘積式來出在場上。這種出牌方式以所出合數的張數計算當輪的出牌數，但是實際上這種出牌法打掉更多的牌，例如
  - 玩家可以出一張9與兩張3，他可宣稱 9 = 3×3這條乘積式。視為打出1張牌，但實際上打掉了3張牌。
  - 玩家可以出2,2,3,3,4，他可宣稱 24= 23×3這條乘積式。視為打出2張牌，但實際上打掉了5張牌。
4. 質因數乘積式的計算是只能由質數組合而成。例如24×3不是質因數乘積式。

### 遊戲流程
1. 洗牌後所有玩家發相同數量的牌（通常是質數數量的牌數），並將剩餘的牌堆放在中央作為一副牌。
2. 透過猜拳的方式決定首輪的莊家
3. 莊家為每輪第一位出牌的玩家，莊家從手牌中出第一個數字，接下來此輪每位玩家輪流出牌。第一個數字可以使用任意數量的牌。
4. 輪到出牌時，在出牌前出牌者可以選擇從牌庫中抽一張牌並將其加到自己的手牌中。
5. 下一位玩家只能打出比自己回合時場上的牌「相同數量」和「更大數值」的牌，例如：場上有1張數字2，出牌者可以打出1張數字3
6. 如果沒有可以出牌的牌，或者出牌會影響初牌者的策略時，可以選擇過牌(pass)，同一輪中可每次輪到回合時可以重複選擇是否要棄權。
7. 當所有其他玩家都已經過牌並且輪到再次打出牌的玩家時，該玩家成為莊家。此時將場上的牌移入中央牌堆中，接著莊家可以從手上再次打出任意數量的牌開始新的一輪，或是莊家可以選擇pass由下位玩家接替成為。
8. 重複上述流程，最先出完手牌的玩家勝利。

### 犯規
1. 如果玩家將合數或1出在場上視為犯規。
2. 打出合數的質因數乘積式或特殊牌型時不算犯規。
3. 犯規玩家必須將所打的牌都放回手牌，然後從牌堆中抽取同樣數量的牌。
4. 如果出牌的數字小於場上牌的數字或牌的數量不相同，則無法出牌，因此不會受到懲罰。
5. 可以故意出非質數數字，以接受懲罰並增加手牌數量。

### 特殊牌型
1. 「格羅滕迪克切割」:由於正整數 57 被戲稱為“格羅騰迪克質數”，所以質數大富豪中 57 可作為特殊牌型打出。當 57 被打出時，出牌者直接成為下一輪的莊家。此情況被稱為“格羅滕迪克切割”。同時須注意 57 也可以作為質因數乘積式 (57 = 3 x 19)，打出，但在這種情況下不能發動格羅滕迪克切割。
2. 「拉馬努金革命」: 1729 因數學家斯里尼瓦瑟·拉馬努金 的一則軼事而被稱為計程車數。而 1729 與 57 一樣被視為質數大富豪中的特殊牌型，打出  1729 時，數字比序的情況會顛倒過來，此情況稱為是「拉馬努金革命」，此時下一位玩家必須玩比目前遊戲數字更小的數字。此效果將持續到下一次有玩家打出 1729 時，否則直到遊戲結束比序方式都會顛倒。同時須注意，1729 也可以作為合數打出(1729 = 7 x 13 x 19)，但在這種情況下它不能發動拉馬努金革命。